# Port lotniczy Ordos
Port lotniczy Ordos (IATA: DSN, ICAO: ZBDS) – port lotniczy położony w Ordos, w regionie autonomicznym Mongolia Wewnętrzna, w Chińskiej Republice Ludowej.

## Linie lotnicze i połączenia
| Linia Lotnicza          | Kierunek |
| ----------------------- | --- |
| Air China               | 1. Pekin 2. Chengdu-Tianfu 3. Hangzhou 4. Tiencin |
| Chengdu Airlines        | 1. Erenhot 2. Ulanhot |
| China Eastern Airlines  | 1. Hefei 2. Jinan 3. Kunming 4. Lanzhou 5. Qingdao 6. Szanghaj-Hongqiao 7. Szanghaj-Pudong 8. Shijiazhuang 9. Taiyuan 10. Wuhan 11. Xi’an 12. Xining 13. Xuzhou |
| China Express Airlines  | 1. Alxa Left Banner 2. Arxan 3. Chongqing 4. Guiyang 5. Hulun Buir 6. Xilinhot 7. Yan’an                                                                        |
| China Southern Airlines | 1. Guangzhou 2. Sanya 3. Shenzhen 4. Zhengzhou |
| China United Airlines   | 1. Pekin-Daxing 2. Changsha 3. Foshan 4. Jining 5. Kuqa 6. Nankin 7. Qionghai 8. Xiamen                                                                         |
| Hunnu Air               | 1. Ułan Bator |
| Jiangxi Air             | 1. Shenyang |
| Sichuan Airlines        | 1. Chengdu-Tianfu |
| Tianjin Airlines        | 1. Chifeng 2. Tongliao 3. Wuhai |
| Xiamen Air              | 1. Fuzhou 2. Lianyungang |